# Fnjóská
El Fnjóská es un río en el norte de Islandia, que nace en las Tierras Altas de la isla.

## Recorrido
Nace en el glaciar Eiríksjökull. Mide 117 kilómetros. Desemboca en el fiordo Eyjafjörður, donde tiene un flujo de 43 metros cúbicos por segundo. Todo su trayecto se encuentra en la región de Norðurland Eystra.